# ألتامونت سبرنغز
ألتامونت سبرنغز (بالإنجليزية: Altamonte Springs)‏ هي مدينة أمريكية تقع في ولاية فلوريدا. تبلغ مساحة هذه المدينة 24.4 (كم²)،ويبلغ عدد سكانها 41496 نسمة حسب إحصاء سنة 2010 م 41496.

## التركيبة السكانية
حدّد مكتب تعداد الولايات المتحدة بيانات التركيبة السكانية لألتامونت سبرنغز في تعداد الولايات المتحدة. في ما يلي، التركيبة السكانية حسب تعدادي 2000 و2010.

### تعداد عام 2000
بلغ عدد سكان ألتامونت سبرنغز 41,200 نسمة بحسب تعداد عام 2000، وبلغ عدد الأسر 18,821 أسرة وعدد العائلات 10,016 عائلة مقيمة في المدينة. في حين سجلت الكثافة السكانية 1,642.7 نسمة لكل كيلومتر مربع (4,254.6/ميل2). وبلغ عدد الوحدات السكنية 19,992 وحدة بمتوسط كثافة قدره 797.1 لكل كيلومتر مربع (2,064.5/ميل2).
وتوزع التركيب العرقي للمدينة بنسبة 79.23% من البيض و9.72% من الأمريكيين الأفارقة و0.33% من الأمريكيين الأصليين و2.94% من الأمريكيين ذوي الأصول الآسيوية و0.04% من سكان جزر المحيط الهادئ و4.79% من الأعراق الأخرى و2.94% من عرقين مختلطين أو أكثر و15.93% من الهسبانيون أو اللاتينيون من أي عرق.
بلغ عدد الأسر 18,821 أسرة كانت نسبة 26.9% منها لديها أطفال تحت سن الثامنة عشر تعيش معهم، وبلغت نسبة الأزواج القاطنين مع بعضهم البعض 37.1% من أصل المجموع الكلي للأسر، ونسبة 12% من الأسر كان لديها معيلات من الإناث دون وجود شريك، بينما كانت نسبة 4.1% من الأسر لديها معيلون من الذكور دون وجود شريكة وكانت نسبة 46.8% من غير العائلات. تألفت نسبة 36.1% من أصل جميع الأسر من عدة أفراد يعيشون في نفس المنزل ونسبة 6.7% كانت تتألف من شخص يعيش بمفرده يبلغ من العمر 65 عاماً أو أكثر. وبلغ متوسط حجم الأسرة المعيشية 2.17، أما متوسط حجم العائلات فبلغ 2.86.
بلغ العمر الوسطي للسكان 33.8 عاماً. وكانت نسبة 20.4% من القاطنين تحت سن الثامنة عشر، وكانت نسبة 10.8% بين الثامنة عشر والرابعة والعشرين عاماً، ونسبة 37.1% كانت واقعةً في الفئة العمرية ما بين الخامسة والعشرين والرابعة والأربعين عاماً، ونسبة 20.9% كانت ما بين الخامسة والأربعين والرابعة والستين، ونسبة 9.7% كانت ضمن فئة الخامسة والستين عاماً فما فوق. يوجد لكل 100 أنثى 93.5 ذكر، ويوجد لكل 100 أنثى في الثامنة عشر من عمرها فما فوق 90.6 ذكر.
بلغ متوسط دخل الأسرة في المدينة 43,420 دولارًا، أما متوسط دخل العائلة فبلغ 49,796 دولارًا. وكان متوسط دخل الذكور 35,771 دولارًا مقابل 30,005 دولارًا للإناث. وسجل دخل الفرد الخاص بالمدينة 23,740 دولارًا. وكانت نسبة 5.4% من العائلات ونسبة 7% من السكان تحت خط الفقر، وكان من هؤلاء نسبة 10.2% تحت سن الثامنة عشر ونسبة 5.9% في الخامسة والستين من العمر وما فوق.

### تعداد عام 2010
بلغ عدد سكان ألتامونت سبرنغز 41,496 نسمة بحسب تعداد عام 2010، وبلغ عدد الأسر 19,126 أسرة وعدد العائلات 10,001 عائلة مقيمة في المدينة. في حين سجلت الكثافة السكانية 1,654.5 نسمة لكل كيلومتر مربع (4,285.1/ميل2). وبلغ عدد الوحدات السكنية 22,088 وحدة بمتوسط كثافة قدره 880.7 لكل كيلومتر مربع (2,281.0/ميل2).
وتوزع التركيب العرقي للمدينة بنسبة 72.46% من البيض و13.79% من الأمريكيين الأفارقة و0.34% من الأمريكيين الأصليين و3.35% من الأمريكيين ذوي الأصول الآسيوية و0.05% من سكان جزر المحيط الهادئ و6.30% من الأعراق الأخرى و3.71% من عرقين مختلطين أو أكثر و24.26% من الهسبانيون أو اللاتينيون من أي عرق.
بلغ عدد الأسر 19,126 أسرة كانت نسبة 26.3% منها لديها أطفال تحت سن الثامنة عشر تعيش معهم، وبلغت نسبة الأزواج القاطنين مع بعضهم البعض 32% من أصل المجموع الكلي للأسر، ونسبة 15.3% من الأسر كان لديها معيلات من الإناث دون وجود شريك، بينما كانت نسبة 5% من الأسر لديها معيلون من الذكور دون وجود شريكة وكانت نسبة 47.7% من غير العائلات. تألفت نسبة 37.6% من أصل جميع الأسر من عدة أفراد يعيشون في نفس المنزل ونسبة 8.8% كانت تتألف من شخص يعيش بمفرده يبلغ من العمر 65 عاماً أو أكثر. وبلغ متوسط حجم الأسرة المعيشية 2.15، أما متوسط حجم العائلات فبلغ 2.86.
بلغ العمر الوسطي للسكان 35.5 عاماً. وكانت نسبة 19.9% من القاطنين تحت سن الثامنة عشر، وكانت نسبة 10.3% بين الثامنة عشر والرابعة والعشرين عاماً، ونسبة 33.3% كانت واقعةً في الفئة العمرية ما بين الخامسة والعشرين والرابعة والأربعين عاماً، ونسبة 24% كانت ما بين الخامسة والأربعين والرابعة والستين، ونسبة 12.5% كانت ضمن فئة الخامسة والستين عاماً فما فوق. وتوزع التركيب الجنسي للسكان بنسبة 47% ذكور و53% إناث.

## أعلام
- مارك لويس
- ماري أندرسون
- جون غاست
- يان وليامز
- السي هاستينغز